# 애쉬 크림존
애쉬 크림슨은 더 킹 오브 파이터즈 2003에서부터 등장하는 캐릭터이다.

## 프로필
격투 스타일 : 아류(특수한 불꽃 사용)
출생일 : 1987년 2월 14일(16세)
출신지 : 프랑스로 추정됨
신장 : 178 cm
체중 : 59 kg
혈액형 : O형
중요한것 : 자신의 손톱
취미 : 네일 아트
좋아하는 것 : 자하 토르테, 단 음식
싫어하는 것 : 성가신 일, 흥미 없는 것
잘하는 스포츠 : 없음 (귀찮아서 싫다)

## 특징
《더 킹 오브 파이터즈 2003》 에서부터 등장한다. KOF의 3번째 스토리 애쉬편(2003~)의 주인공이다. 초록색의 화염을 이용해 전투를 하는 안티 히어로로, 일반적인 히어로상의 범주를 벗어난 수수께끼에 쌓인 분위기를 가졌다. 화염의 색은 쿠사나기 쿄의 붉은색 , 야가미 이오리의 청자색에 대항하는 것으로 되어 있다. 언동이나 태생에 불명한 점이 많지만, 확실한 것은 그가 기분나쁘다는 것이다. 담당 성우는 '나가시로 소노스케(長代聰之助)'.
서양의 지구 의사인 '머나먼 대지에서 온 자'들과 적대시 하고 있어서, 어떠한 사명을 가지고 있는 것 같지만, 그 사명은 잊었다고 단언하였다. 어째서인지 삼신기의 능력을 집요하게 노리고 있다. KOF2003에 참가를 한 이유도 어느정도 예상이 가지만, 최대의 참가 목적은 삼신기의 탈취. kof 2003에서는 셴 우와 듀오론과 , kof XI에서는 셴 우와 오스왈드와 팀을 짰다. 셴 우와는 홍콩에 머물고 있었을 때에 알게 된 것 같지만, 듀오 론과의 관계와 kof XI에서 팀을 떠난 이유는 불명. 오스왈드와는 개인적으로는 아니고, 업무나 가족의 일로 어떠한 접점이 있던 것이라고 생각되며 보수로 그가 찾고 있는 약 용환(竜丸)의 정보를 제공하는 것을 조건으로 팀으로 맞이하고 있는 상태이다. 또한 kof11부터 등장하는 엘리자베트와는 소꿉친구로 꽤 친한 관계이며, 그녀를 '베티'라고 부르고 있다. 애쉬도 엘리자베트와 같은 사명을 띄고 있는 모양이지만, XI의 엔딩에서는 아무렇지도 않게 그녀를 배반했다.
2003에서 카구라 치즈루로부터 '지키는 힘'인 야타의 거울을 빼앗아 오로치의 봉인을 해제했으며, XI에서는 마가키와의 싸움 후 오로치의 봉인 해제의 영향으로 이오리가 폭주한 틈을 타 '봉하는 힘'인 야사카니의 곡옥의 청자색의 화염마저 빼앗았다. 유일하게 남은 삼신기인 쿄의 쿠사나기의 검마저 노리고 있는 것 같지만, 당시 정신을 잃고 있던 쿄의 힘을 빼앗지 않고 그냥 떠난 것으로 보아, 엘리자베트를 속이기 위한 거짓말로 짐작된다.
KOF 2003의 보스인 카구라 마키, 무카이나 XI의 보스인 마가키와의 대화로 보았을땐 '머나먼 대지에서 온 자들'과도 관계가 있는 모양이지만, 그것에 대한 것은 아직 수수께끼이다. 다만 더 킹 오브 파이터즈 13(XIII)의 보스인 '사이키'와 외모가 닮아, 혈연관계이거나 동일 인물이 아니냐는 추측이 나돌고 있었고 이후 애쉬의 1000년 전의 선조라는 사실이 밝혀진다. 평소 상대방에게는 '너'라고 부르지만, 무카이와의 대사에선 "번거로워, 당신.."이라고 드물게도 감정적인 발언을 했다.
《KOF XIII》에서는 피의 나선에 미친 애쉬라는 이름으로 최종보스로 등장한다. 애쉬 크림슨이 자신의 조상인 사이키를 기습했다가 역으로 사이키에게 육체를 빼앗기면서 변신한 모습이다. 공식사이트에 개재된 영문 이름은 이블 애쉬(Evil Ash). 외모는 애쉬 크림슨의 도트그래픽에 검은불꽃 이펙트가 씌워진 형태. 그리고 애쉬와 사이키 두명의 보이스가 겹쳐 다소 섬뜩한 느낌으로 바뀌었다. 애쉬의 기술체계를 그대로 가지고 있으나 모든 필살기류의 판정과 데미지가 강화되어 매우 강력하다. 애쉬의 모든 EX 필살기들을 파워게이지 없이 사용할 수 있으며 버프계열 초필살기인 상 퀼로트는 사이키의 초필살기보다도 발동이 빠른 전체화면 초필살기가 되었다. 가정용에선 장풍의 속도가 느려진 대신 이펙트를 새로 만들어 범위가 넓어졌다.

## 생애

### 진정한 목적
다른 '머나먼 대지에서 온 자들'과 공모를 하는듯한 모습을 보여 주인공답지않은 악역의 모습을 보였으나, 그것은 모두 연기. 오히려 그들을 막으려는 목적으로 2가지의 삼신기를 빼앗은 것이다. 게다가 '머나먼 대지에서 온 자들'을 이끄는 리더는 놀랍게도 애쉬의 1000년 전 선조인 '사이키'로 그의 힘인 시간을 조작하는 능력을 이용해
1000년 전 과거에서 현재로 온 것이며,
오로치의 힘을 얻어 다시 과거로 되돌아 가려는 목적을 가지고 있었다. 먼 과거에서 인간들과의 전쟁에서 엘리자베트 가문에게 패배했었기 때문에, 현재로 피신한 후 킹오브파이터즈를 통해 오로치의 힘을 해방시킨뒤 손에넣어 다시 과거로 돌아가 인간들을 모두 멸종시키려고 한 것. 과거의 인간들이 멸종하면 당연히 현재의 인류도 멸종하기 때문에, 애쉬는 그것을 막으려고 했던 것이다. KOF XIII 대회가 우승자 발표까지 치닫자, 사이키는 자신의 능력으로 시간을 멈춰버리고, 동료들에게 과거로 가는 시공의 문을 여는 의식을 진행시켰다. 다만 무카이가 그것을 거절하고 엘리자베트팀한테 달려들려 하자, 사이키는 단지 자신의 말을 듣지 않았다는 이유만으로 무카이를
죽여버리고 전투형태로 변신한다음 엘리자베트 팀한테 도전했지만 실패. 심지어 그 상황에 애쉬의 이간질이 넘어간 리멜로와 슈룸에 의해 시간의 문이 서서히 닫히기 시작하고, 그 때문에 당황한 사이키의 뒤를 애쉬가 급습해 야타의 거울의 힘으로 사이키의 영혼과 힘의 원천인 검은불꽃을 빼앗아 흡수했다. 하지만 쿠사나기의 검이 없어서 그런지 야타의 거울의 힘으로도 매우 강한 사이키의 힘을 제어할 수가 없어, 애쉬는 오히려 사이키의 정신에 지배 당하고 만다. (피의 나선에 미친 애쉬)
진행하던'머니먼 대지에서 온 자들'은 그 검은 힘의 폭주에 휘말려 모두 소멸된다. 애쉬의 몸을 지배했지만 엘리자베트에게
패배하고 시간의 흐름을 이기지 못해 소멸위기에 처한 사이키는 애쉬에게 시간의
문 안으로 들어가라고 명령하지만 애쉬는 현재세계가 맘에 들었다고 하면서 그 명령을 듣지 않았다. 결국 시간의 문은 닫혀버리고 사이키는 발악을 하다 타임 패러독스로 소멸하게 되고, 그의 후손인 애쉬도 함께 소멸한다.

### 애쉬의 최후
사이키와의 중간보스전 직후, 사이키의 목적인 '과거와 현대시대를 잇는 문'이 도로 닫히기 시작하였고 예상외의 사태에 당황한 사이키를 애쉬가 기습하여 쓰러뜨린다. 그 후 사이키를 흡수하면서 애쉬의 승리로 일단락된 듯 했으나 오히려 사이키가 애쉬의 육체를 지배하게 되고 애쉬의 힘과 애쉬가 가지고 있던 삼신기의 힘까지 동시에 손에넣어 오히려 더 강력한 모습으로 부활하여 최종보스로 등장하게 된다. KOF XIII의 패키지 뒷면에 적혀있는 공식 캐치프레이즈 '에메랄드빛 불꽃이 암흑으로 물들다'는 바로 피의 나선에 미친 애쉬를 나타낸것. 가정용의 인트로 무비에도 로고가 나오기 직전 최후반부에 잠깐 등장한다.
사이키가 애쉬를 잠식하면서 일어난 폭발로 인해 주변이 새하얗게 변하고, 닫혀가는 시간의 문 앞에서 애쉬를 되찾으러 온 엘리자베트와 최후의 결전을 벌이게 된다.
결전끝에 엘리자베트의 노력으로 잠식되었던 애쉬의 의식이 깨어났으나, 사이키는 그럼에도 불구하고 시간의 문으로 강제로 건너가려고 한다.애쉬는 자신의 몸에 잠식한 사이키를 쓰러뜨릴 최후의 수단으로 문이 닫히는 순간까지 통과하지 않고 버티어 타임패러독스로 동시에 소멸하는 쪽을 선택한다. 조상인 사이키가 먼저 사라지고 난 잠깐의 시간동안 엘리자베스에게 작별인사를 한 뒤 애쉬 역시 존재자체가 사라지게 된다.
흔히 타임패러독스현상이라고 하여, 만약 조상이 사라져 버리면 역사상에 "없는존재"가되어 그 후손 또한 태어나지 않은 존재가 되어 사라져 버린다. 이와 마찬가지로 애쉬는 1000년 전 선조인 사이키가 소멸함으로써 1000년 전에 존재 했던 조상이 소멸하면 그 후손들의 대와 역사가 사라져버려 애초에 존재하지 않던 것이 되어버린다.
애쉬는 자신의 조상인 사이키가 소멸해버렸기 때문에, 엘리자베트에게 마지막 인사를 하고 그 존재가 사라져 버렸다. 태어나지 않은 존재가 되어버린 애쉬가 했던 일도 없던 것이 되어버려, 시간의 틈새에 있던 엘리자베트를 제외한 사람들은 그의 존재마저 기억하지 못하게 되고, 신기를 잃었던 카구라 치즈루와 야가미 이오리또한 신기를 되찾으면서 애쉬 스토리는 막을 내린다.